# Seminole (Oklahoma)
Seminole is een plaats (city) in de Amerikaanse staat Oklahoma, en valt bestuurlijk gezien onder Seminole County.

## Demografie
Bij de volkstelling in 2000 werd het aantal inwoners vastgesteld op 6899.
In 2006 is het aantal inwoners door het United States Census Bureau geschat op 6950, een stijging van 51 (0.7%).

## Geografie
Volgens het United States Census Bureau beslaat de plaats een oppervlakte van
37,6 km², waarvan 36,1 km² land en 1,5 km² water. Seminole ligt op ongeveer 272 m boven zeeniveau.

## Plaatsen in de nabije omgeving
De onderstaande figuur toont nabijgelegen plaatsen in een straal van 20 km rond Seminole.